# Micranthes fragosa
Micranthes fragosa är en stenbräckeväxtart som först beskrevs av Wilhelm Nikolaus Suksdorf, och fick sitt nu gällande namn av John Kunkel Small. Micranthes fragosa ingår i släktet rosettbräckor, och familjen stenbräckeväxter. Inga underarter finns listade i Catalogue of Life.